# أرمين أفانيسيان

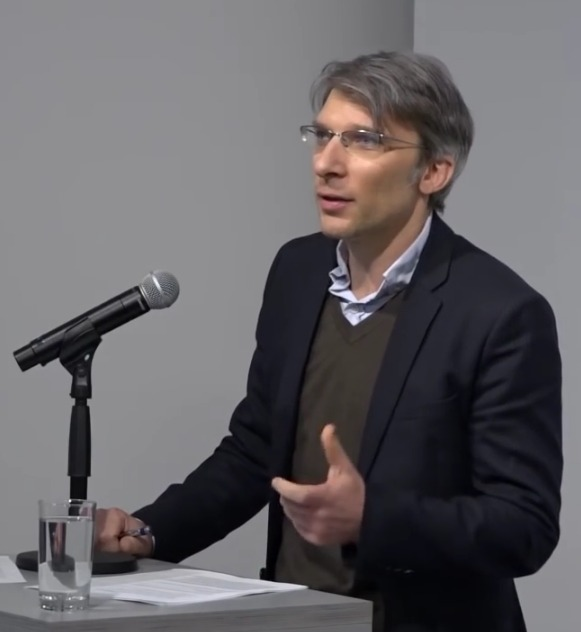
أرمين أفانيسيان يتحدث عن "صور المراقبة" في معهد جوته في نيويورك عام 2016

أرمين أفانيسيان (بالألمانية: Armen Avanessian)‏ (مواليد 1973 في فيينا) هو فيلسوف نمساوي ومنظّر أدبي وسياسي. درّس في جامعة برلين الحرة وفي جامعات أخرى، وحصل على زمالات في الأقسام الألمانية بجامعة كولومبيا وجامعة ييل، وجد عمله على الواقعية التخمينية والتسريعية في الفن والفلسفة جمهورًا واسعًا يتجاوز الأوساط الأكاديمية.

## حياته
من أصول أرمينية؛ ولد أفانيسيان عام 1973 في فيينا، درس الفلسفة والعلوم السياسية على يد جاك رانسيير في باريس، ولعدة سنوات عمل كصحفي مستقل، ومحرر لمجلة (Le Philosophoire، Paris) وعمل أيضا في صناعة النشر في لندن. من عام 2007 إلى عام 2014؛ قام بالتدريس في معهد بيتر سزوندي للأدب المقارن في جامعة برلين الحرة، وفي عام 2011 كان زميلا زائرا في قسم اللغة الألمانية في جامعة كولومبيا، وفي قسم اللغة الألمانية في جامعة ييلفي عام 2012، منذ عام 2013 تولى مناصب زائرة في عدد من مدارس الفنون في نورمبرغ وفيينا وبازل وكوبنهاغن وكاليفورنيا ، وفي عام 2014، أصبح رئيس التحرير في Merve Verlag دار النشر المتخصصة في الفلسفة والنظرية السياسية، كما أسس في عام 2011 منصة ثنائية اللغة للبحث والنشر ، وهي منصة تجمع الفلاسفة والكتاب والفنانين من جميع أنحاء العالم.

## حياته المهنية
بعد أطروحته التي استكشفت ظواهر تقاطعات الفن والسياسة والفلسفة، ركز أفانيسيان على تطوير منهج جديد في النظرية الأدبية وفلسفة اللغة، بالتعاون مع زملائه، وبدأ العمل في عام 2011 على ربط الأساليب التأملية- الأنطولوجية الجديدة بفلسفات اللغة في القرن العشرين، والتي أنتجت كتابين بتأليف مشترك: (Present Tense: A Poetics) و (Metanoia: A Speculative Ontology of Language,Thinking, and the Brain) علاوة على ذلك، لعب أرمين دورًا مركزيًا في إدخال التسارع في الفلسفة السياسية باللغة الألمانية، وفي عام 2015، وصفته مجلة Wired بأنه مبتكر فكري،  مشيرة بشكل خاص إلى اهتمامه بأفكار ما بعد الرأسمالية. توسع عمل أفانيسيان إلى خارج النطاق الأكاديمي، وأصبحت تتضمن أعماله ونقاشاته الشؤون الحالية مثل أزمة اللاجئين، والعديد من المحاضرات في المشهد الفني والثقافي الدولي، بالإضافة إلى عدد كبير من المقابلات والصور الفكرية. بعيدًا عن التيار الأكاديمي الكلاسيكي السائد؛ نجح أفانيسيان مرارًا وتكرارًا في إدخال مفاهيم جديدة ومجموعات نظرية في الخطاب العام، تتكون جزئيًا من مصطلحات جديدة ونخبوية، أعاد إنتاجها أفانيسيان كمحرر لسياق اللغة الألمانية، ومن هذه المصطلحات والمفاهيم: «الواقعية التخمينية» و «التسارع» و «النسوية الجنسية» و «التشدد المفرط» ومؤخراً مفهوم «عقدة الوقت: ما بعد المعاصرة». تُرجمت كتب أفانيسيان إلى عدة لغات منها الإنجليزية والروسية والهولندية والإسبانية والفرنسية.

## دراساته الأدبية
منشورات أفانيسيان المبكرة هي في الغالب كتب ومقالات علمية حول اللغويات وعلم الدلالة والدراسات الأدبية. جاء إنجازه الفلسفي مع المجلدات المحررة حول «الواقعية المضاربة» (الواقعية الآن) والطبعة الألمانية للقارئ «تسارع». وقد أكد انتقاله إلى Merve تركيزه على تحرير الفلسفة الحالية، التي لم يتم تأسيسها بعد، ومعالجة، على وجه الخصوص، الأسئلة في الحركة النسوية ونظرية التمويل والتكنولوجيا. كما نشر كتبًا تناقش إمكانية تسميم الفلسفة.
يواجه كتابه «الكتابة فوق: أخلاقيات المعرفة، شاعرية الوجود» (2015، الترجمة الإنجليزية القادمة) الحالة المؤسفة للأوساط الأكاديمية بطريقة تسارع صريحة. لا يقتصر على مجرد النقد، يعمل Avanessian باستمرار على بناء منصات بديلة مثل المدرسة الصيفية التي نظمها مع رضا Negarestani وبيت Wolfendale في Haus der Kulturen der Welt ، برلين، حول «التحرر كملاحة: من الفضاء من الأسباب إلى فضاء الحريات».

## فن
يمكن أيضًا فهم نشاط Avanessian المكثف مؤخرًا في مجال الفن على أنه نشاط لفنان ما بعد المعاصر يحاول الجمع بين أسئلة المضاربة في الفلسفة والفن وجعلها في متناول جمهور أكبر. ولهذه الغاية، لا يستخدم فقط تنسيقات النشر الكلاسيكية في الطباعة ومشاريع الأفلام والمحاضرات الأكاديمية ولكن أيضًا المهرجانات والمعارض الفنية. مهرجان الغاليري لعام 2015 «Tomorrow Today / برعاية by_vienna»  على سبيل المثال، استند إلى مقال Avanessian المتماثل وجمع بين عمل عشرين القيمين المشهورين مع فكرة ما بعد الرأسمالية الفعلية. في إطار بينالي برلين التاسع، عقدت Avanessian ورشة عمل للمنسقين الشباب لمدة عشرة أيام حول بدائل للنماذج الاقتصادية والسياسية للفن المعاصر.
أدى إحساس مشابه بالاستياء من حالة النظرية والممارسة السياسية وغياب فعالية الفن السياسي إلى فكرة وكالة استخبارات ديمقراطية وشفافة تسمى DISCREET ،  سيتم تأسيسها من قبل ألكسندر مارتوس وأفانسيان، فنان، في سياق مشروع متعدد الأسابيع في بينالي برلين 2016. أرمين أفانيسيان هو مساهم منتظم في المجلات الفنية مثل سبايك، تيكست زور كونست، ومجلة ديس. كما يكتب كثيرًا عن الفن في السياقات الفلسفية. لعدة سنوات حتى الآن، تعاونت Avanessian مع الفنان الجرافيكي Andreas Töpfer ، مما أدى إلى منشورات مطبوعة (مع Merve و Sternberg Press) وفي الفيلم.

## إذاعة
مع الكاتب الصحفي جورج دييز، والمنظر الإعلامي بول فيجلفيلد، والمؤلفة جوليا زانج، يستضيف أرمين أفانيسيان «60 هيرتز»،  برنامج حواري يبث كل يوم اثنين على إذاعة مجتمع برلين. يُنظر إلى العرض على أنه عرض فني، في المقابلات والمحادثات، للحياة اليومية 2010. عادة ما يتم بث الحلقات في مزيج من اللغة الإنجليزية والألمانية.

## فيلم
مع المخرج برلين كريستوفر روث، أنتج فيلم Hyperstition  (2016)، الذي يعتمد على علم الوجود والخيال العلمي وعلم الاجتماع للتشكيك في مفهوم الوقت. تم عرض الفيلم في العديد من المهرجانات في أوروبا والولايات المتحدة، ويتكون الفيلم من محادثات مع فلاسفة راسخين وكذلك أصغر سنا مثل Nick Srnicek و Elie Ayache و Ray Brassier وغيرهم.